# Metropolitana di Monaco di Baviera
La metropolitana di Monaco di Baviera (in tedesco U-Bahn München) è la metropolitana che serve la capitale bavarese, inaugurata il 19 ottobre 1971. "U-Bahn" è l'abbreviazione tedesca per Untergrundbahn, cioè treno sotterraneo. È gestita dalla società Münchner Verkehrsgesellschaft (MVG); la rete è integrata all'interno del consorzio MVV ed è connessa con il sistema della S-Bahn di Monaco.

## Linee
|  | Olympia-Einkaufszentrum - Georg Brauchle Ring - Westfriedhof - Gern - Rotkreuzplatz - Maillingerstraße - Stiglmaierplatz - Stazione Centrale - Sendlinger Tor - Fraunhoferstraße - Kolumbusplatz - Candidplatz - Wettersteinplatz - St.-Quirin-Platz - Mangfallplatz |
|  | Feldmoching - Harthof - Scheidplatz - Stazione Centrale - Sendlinger Tor - Kolumbusplatz - Giesing - Innsbrucker Ring - Trudering - Messestadt Ost |
|  | Moosach - Olympia-Einkaufszentrum - Oberwiesenfeld - Olympiazentrum - Scheidplatz - Münchner Freiheit - Odeonsplatz - Marienplatz - Sendlinger Tor - Implerstraße - Obersendling - Fürstenried West                                                                  |
|  | Westendstraße - Heimeranplatz - Hauptbahnhof - Karlsplatz (Stachus) - Odeonsplatz - Lehel - Max-Weber-Platz - Arabellapark |
|  | Laimer Platz - Westendstraße - Heimeranplatz - Hauptbahnhof - Karlsplatz (Stachus) - Odeonsplatz - Lehel - Max-Weber-Platz - Ostbahnhof (Stazione Est) - Innsbrucker Ring - Neuperlach Süd                                                                           |
|  | Garching-Forschungszentrum - Fröttmaning - Freimann - Studentenstadt - Münchner Freiheit - Odeonsplatz - Marienplatz - Sendlinger Tor - Implerstraße - Harras - Klinikum Großhadern                                                                                  |
|  | Westfriedhof - Rotkreuzplatz - München Hauptbahnhof - Sendlinger Tor - Kolumbusplatz - Giesing - Innsbrucker Ring - Neuperlach Zentrum |
|  | Olympiazentrum - Scheidplatz - Königsplatz - München Hauptbahnhof - Sendlinger Tor |

La rete si estende per 103,1 km, con 100 stazioni. Nel 2015, ha servito 398 milioni di passeggeri. I treni circolano a velocità che raggiungono gli 80 km/h, che rappresentano la maggiore velocità delle U-bahn tedesche. Durante la notte il servizio non è continuo, in quanto si interrompe tra l'1 e le 4 del mattino (tra le 2 e le 4 nei fine settimana), ad eccezione delle occasioni speciali, come il 31 dicembre.
Solo una delle sei linee, la U6, oltrepassa i confini di Monaco di Baviera per raggiungere la città di Garching. Ad eccezione delle linee U5 e U6, tutte le linee effettuano il percorso sottoterra. La U5 raggiunge la superficie solo al capolinea meridionale Neuperlach Süd, mentre la U6 esce nella sua sezione settentrionale, da Studentenstadt (ad eccezione di Garching e Garching-Forschungszentrum).
Le sei linee condividono, a coppie (U1 con U2; U3 con U6; U4 con U5), un percorso comune nel centro cittadino; gli orari di queste linee sono coordinati in modo che ci siano intervalli di transito regolari nel percorso condiviso. La maggior parte delle stazioni hanno due binari con una piattaforma ad isola tra di loro; solo le stazioni di Olympia-Einkaufszentrum (U1), Richard-Strauss-Straße (U4), Neuperlach Süd (U5), Garching-Hochbrück e Nordfriedhof (entrambe sulla U6) hanno le banchine ai lati dei binari.
Alle stazioni di Scheidplatz e Innsbrucker Ring i quattro binari sono posti in parallelo sullo stesso piano e permettono l'interscambio tra i treni; anche la stazione Hauptbahnhof unten (Stazione Centrale), dove la U1 e la U2 si dividono in due tracciati differenti, e Münchner Freiheit (U3 e U6) possiedono quattro binari. Presso la Stazione Centrale, v'è un'altra stazione della U-Bahn per le linee U4 e U5, e si trova a un livello superiore (Hauptbahnhof oben), offrendo quindi un totale di sei binari della U-Bahn. La stazione di incontro tra U3 e U6 Implerstraße, Max-Weber-Platz (U4 e U5) e Kolumbusplatz (U1 e U2) hanno solo tre binari, uno per i treni diretti verso l'esterno, e due con una banchina a isola condivisa per i treni diretti verso il centro. Olympiazentrum e Fröttmaning hanno anch'esse quattro binari, dovuti alla vicinanza dello Stadio Olimpico e dello stadio calcistico dell'Allianz Arena, rispettivamente.

### Frequenze e orari
La maggior parte delle linee operano con treni che si susseguono ogni 5 minuti durante le ore di punta, ma dato che in alcuni tratti si sovrappongono due linee, l'intervallo può ridursi fino a circa 2 minuti. Fuori dalle ore di punta, i treni circolano ogni 10 minuti, mentre negli orari prossimi all'inizio del servizio e dopo la mezzanotte, le frequenze si riducono a 20 minuti, sempre calcolando che, grazie alla sovrapposizione di più linee in alcune tratte, i treni si susseguono più frequentemente.